# 庫喬韋區
庫喬韋區是阿爾巴尼亞的36个旧区之一，这些区份在2000年7月全部撤销，并由新成立的12个州份取代。该区面积为112平方公里，人口数量为35,571人（2001年）。该区位于阿尔巴尼亚中部，区府为库乔韦镇。该区的范围为现今培拉特州的库乔韦市镇（部分）。